# NGC 1250
NGC 1250 ist eine Linsenförmige Galaxie vom Hubble-Typ S0 im Sternbild Perseus am Nordsternhimmel. Sie ist schätzungsweise 273 Millionen Lichtjahre von der Milchstraße entfernt, hat einen Durchmesser von etwa 170.000 Lichtjahren. Die Galaxie ist Mitglied des Perseus-Haufens Abell 426. 

Im selben Himmelsareal befinden sich u. a. die Galaxien NGC 1259, NGC 1260, IC 308, IC 310.
Das Objekt wurde am 21. Oktober 1886 vom US-amerikanischen Astronomen Lewis Swift entdeckt.